# 육종아라한
6종아라한(六種阿羅漢)은 성문4과의 최종 과위인 아라한과에 도달한 성자인 아라한을 우열에 따라 여섯 유형으로 나눈 것으로, 퇴법아라한 · 사법아라한 · 호법아라한 · 안주법아라한 · 감달법아라한 · 부동법아라한을 말한다.
1. 퇴법아라한(退法阿羅漢): 가장 열등한 유형으로, 질병 등의 나쁜 인연[惡緣]을 만나면 획득한 것을 상실하고 물러나는 유형
2. 사법아라한(思法阿羅漢): 획득한 것을 잃을까 두려워 하여 자해(自害)를 해서라도 무여열반에 들려고 하는 유형
3. 호법아라한(護法阿羅漢): 획득한 것을 스스로 지켜 상실하지 않는 유형
4. 안주법아라한(安住法阿羅漢): 심한 나쁜 인연[退緣]이 아니면 획득한 것을 상실하지 않지만 또한 아주 좋은 인연[勝緣]이 없으면 더 나아가지 못하는 유형
5. 감달법아라한(堪達法阿羅漢): 수행을 잘 행하여 가장 뛰어난 유형인 부동법아라한의 상태에 도달하는 유형
6. 부동법아라한(不動法阿羅漢): 가장 뛰어난 유형으로, 어떠한 어려운 인연[逆緣]을 만나도 물러나지 않는 유형

6종아라한을 포함한 9무학(九無學)의 교의는 《중아함경》제30권 제127경 〈복전경〉(福田經) 등 초기불교 경전에 나오는 것으로, 6종아라한에 대한 해석에 있어서 부파불교의 설일체유부는 부동법아라한을 제외한 아라한이 아라한과에서 물러나는 일이 있다는 아라한 유퇴론(有退論)을 주장하였다. 이에 비해 부파불교의 경량부에서는 아라한이 4선과 4무색정 등에서 물러나는 일은 있어도 아라한과에서 물러나는 일은 없다는 아라한 무퇴론(無退論) 또는 불퇴론(不退論)을 주장하였다.
6종아라한 중 처음 다섯, 즉, 퇴법아라한 · 사법아라한 · 호법아라한 · 안주법아라한 · 감달법아라한을 통칭하여 시해탈(時解脫)이라 한다. 이에 상대하여 여섯 번째 부동법아라한을 불시해탈(不時解脫)이라 한다.

## 같이 보기
- 성자 (불교)
- 7성(七聖)
- 혜해탈(慧解脫)
- 심해탈(心解脫)
- 구해탈(俱解脫)
- 9무학(九無學)
- 18유학(十八有學)